# Distrikt Ancahuasi
Der Distrikt Ancahuasi liegt in der Provinz Anta in der Region Cusco in Süd-Zentral-Peru. Der Distrikt wurde am 21. Juni 1825 gegründet. Er hat eine Fläche von 124 km². Beim Zensus 2017 wurden 7598 Einwohner gezählt. Im Jahr 1993 lag die Einwohnerzahl bei 6937, im Jahr 2007 bei 6785. Sitz der Distriktverwaltung ist die auf einer Höhe von 3457 m gelegene Ortschaft Ancahuasi mit 2083 Einwohnern (Stand 2017). Ancahuasi liegt 16 km westlich der Provinzhauptstadt Anta. 1,5 km nordwestlich von Ancahuasi befindet sich der archäologische Fundplatz Killarumiyuq.

## Geographische Lage
Der Distrikt Ancahuasi liegt in den Anden zentral in der Provinz Anta.
Der Distrikt Ancahuasi grenzt im Westen an den Distrikt Limatambo, im Norden an den Distrikt Huarocondo, im Osten an den Distrikt Zurite sowie im Süden an den Distrikt Chinchaypujio.